# Warneckea mangrovensis
Warneckea mangrovensis är en tvåhjärtbladig växtart som först beskrevs av Jacq. Fel., och fick sitt nu gällande namn av R.D. Stone. Warneckea mangrovensis ingår i släktet Warneckea och familjen Melastomataceae. Inga underarter finns listade i Catalogue of Life.